# Muskego (Wisconsin)
Muskego – miasto w Stanach Zjednoczonych, w stanie Wisconsin, w hrabstwie Waukesha.